# Монмаут Бич (Њу Џерзи)
Монмаут Бич (енгл. Monmouth Beach) град је у америчкој савезној држави Њу Џерзи.

## Демографија
По попису из 2010. године број становника је 3.279, што је 316 (-8,8%) становника мање него 2000. године.
| Група             | 2000.         | 2010.         |
| Белци             | 3.461 (96,3%) | 3.149 (96,0%) |
| Афроамериканци    | 19 (0,5%)     | 11 (0,3%)     |
| Азијати           | 31 (0,9%)     | 24 (0,7%)     |
| Хиспаноамериканци | 68 (1,9%)     | 62 (1,9%)     |
| Укупно            | 3.595         | 3.279         |